# Adaj-Choch
Adaj-Choch (ryska: Адай-Хох, ossetiska: Адайыхох, Adajychoch) är ett berg i stora Kaukasus beläget i den ryska delrepubliken Nordossetien. Berget är 4 408 meter högt.
Längs bergets slätter sprider stora glaciärer ut sig, samt flera bergspass. Strax söder om Adaj-Choch ligger berget Kazbek.